# Mechtilde de Hackeborn
Sainte Mechtilde de Hackeborn est née en 1241 et morte en 1298. Figure de la mystique rhénane, cette moniale cistercienne est l'une des fondatrices de la dévotion au Sacré-Cœur.

## Biographie
Mechtilde est née en 1241 dans la famille des barons de Hakeborn (de), qui possédait de grands biens en Thuringe du Nord et dans les montagnes du Harz. À l'âge de sept ans, elle est admise au monastère cistercien Sainte-Marie du village isolé de Rossdorf près d'Eisleben dans la principauté épiscopale d'Halberstadt, où sa sœur ainée Gertrude de Hackeborn était déjà moniale. En raison de difficultés dans l'approvisionnement en eau, le monastère est transféré en 1258 à Helfta, aux bords du lac Süßer See (de). Gertrude y est nommée abbesse ; elle le restera jusqu'en 1291. Après avoir reçu une éducation des plus soignées, basée sur la maîtrise des arts libéraux, Mechtilde devient enseignante et cantrix, c'est-à-dire première chanteuse de chœur. Ces deux fonctions la rendent partie prenante de l'entreprise culturelle du monastère. En 1261, elle recueille celle qui deviendra Gertrude de Helfta, une orpheline alors âgée de cinq ans, dont elle assurera la formation intellectuelle et spirituelle. C'est le début d'une grande amitié, qui durera jusqu'à la mort de Mechtilde, le 19 novembre 1298.

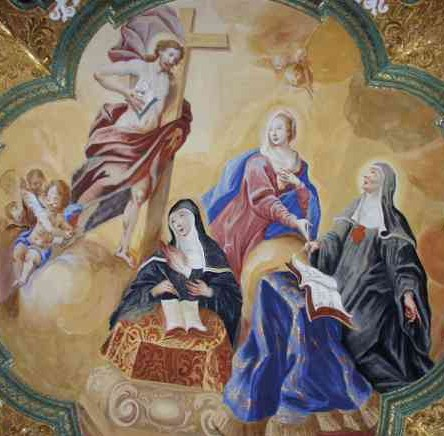
Gertrude et Mechtilde, amies pour la vie... éternelle

Entretemps, Gertrude aura recueilli les confidences de son amie touchant les visions mystiques que celle-ci tenait secrètes depuis cinquante ans. Sur ordre de l'abbesse Sophie de Querfurt, Gertrude et une autre religieuse mirent par écrit les révélations de Melchtilde, à l'insu de celle-ci, clouée au lit par la maladie. Sept ans plus tard, Mechtilde, mise au courant, confirma l'exactitude du récit. Le texte allemand de celui-ci a disparu, mais on en a conservé la version latine, sous le titre de Liber specialis gratiae ("Le livre de la grâce spéciale"). D'après Boccace, une traduction italienne de l'ouvrage circulait à Florence au XIVe siècle. Dante en aurait-il eu, auparavant, connaissance ? En tout cas, certains historiens ont pu conjecturer que la Matelda évoquée dans le Purgatorio, aurait pour modèle Mechtilde de Hackeborn ; mais d'autres, comme la germaniste Jeanne Ancelet-Hustache, pensent qu'il s'agirait plutôt de la béguine Mechtilde de Magdebourg, laquelle a fini ses jours à la même époque, à l'abbaye d'Helfta (de).

## Spiritualité

### L'école d'Helfta
Ce que l'on connaît de la spiritualité de Mechtilde, est passé par le canal de Gertrude. C'est un bien commun de leur amitié. Plus globalement encore, il s'agit d'une œuvre de l'école d'Helfta, au sens d'un courant culturel et d'une méthode d'enseignement. Un courant culturel qui, au sein de la mystique rhénane, a pris une orientation élective et non, comme chez Maître Eckhart, une orientation spéculative. Une méthode d'enseignement, dans laquelle la vision surnaturelle sert de pédagogie par l'image. La dimension esthétique semble particulièrement marquée dans la théologie de ces moniales qui s'adonnaient à la musique et à l'enluminure. Le titre même de Liber specialis gratiae indiquerait moins un privilège particulier, qu'il n'évoquerait le concept médiéval de species : image mentale suscitée par la présence d'un objet.

### L'exemplarisme

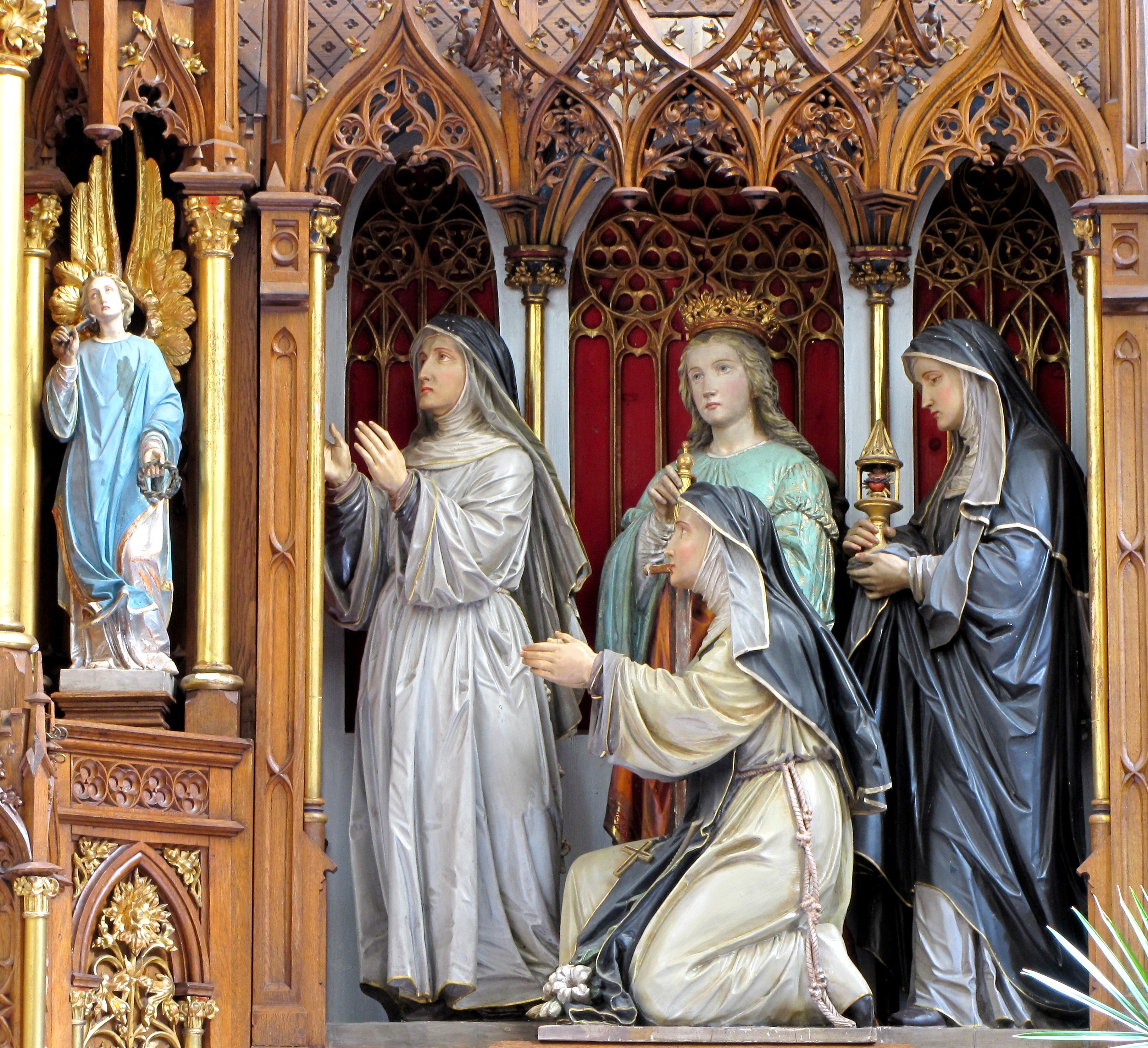
Le monastère d'Helfta : une école de spiritualité

D'origine néo-platonicienne, la théorie médiévale de l'exemplarisme affirme qu'il est possible d'atteindre les réalités intelligibles, au terme d'une remontée à partir du sensible. Si, aux yeux de la sainte, les images n'ont pas à être dépassées, c'est que la création tout entière porte la marque de la Trinité. Encore faut-il, pour s'en rendre compte, purifier la mémoire, l'intelligence et la volonté, facultés de l'âme associées respectivement au Père, au Fils et au Saint-Esprit, selon une triade reprise au De Trinitate d'Augustin d'Hippone. Les cinq sens de l'être humain doivent également concourir à témoigner de la gloire de Dieu. Sens corporels ou spirituels ? C'est toute l'ambiguïté du mode de la vision surnaturelle, qui est ici posée : une fois assurée l'ascèse du corps, faut-il postuler la possibilité de voir, entendre, goûter ou toucher le divin ?

### Au cœur du Christ
Comme chez saint Bonaventure, l'exemplarisme de Mechtilde trouve sa plus haute expression dans un christocentrisme, porté, lui aussi, par une image : celle du cœur de Jésus. Cependant, le Sacré-Cœur d'Helfta ne ressemble guère à celui de Marguerite-Marie Alacoque, ce Dieu souffrant qui demande réparation pour l'ingratitude des hommes. C'est davantage le symbole lumineux d'un amour triomphant, par lequel on accède, dans la contemplation, à la Trinité et à la miséricorde divine. En effet, à l'instar de Gertrude, Mechtilde insiste sur la participation, par la prière et l'ascèse, à la médiation rédemptrice du Christ. La cinquième partie du "Livre de la grâce spéciale" est d'ailleurs consacrée à l'au-delà et à ses conditions d'accès (la grâce et les œuvres).

### Liturgie et contemplation
L'optimisme christologique de la sainte est sans doute lié au contexte d'origine de la dévotion au Sacré-Cœur : l'exégèse spirituelle du Cantique des cantiques chez Bernard de Clairvaux. En référence à la littérature courtoise, l'interprétation du Christ comme époux de l'âme, suscite, dans l'ordre cistercien, un intérêt nouveau pour les manifestations humaines de l'amour divin. La spiritualité de Mechtilde est profondément monastique : elle trouve son inspiration dans la liturgie de l'Église et dans la lectio divina. C'est ainsi que, dans la première partie du "Livre de la grâce spéciale", les révélations concernant les mystères du Christ, de la Vierge et des saints, suivent l'ordre du cycle de l'année liturgique.

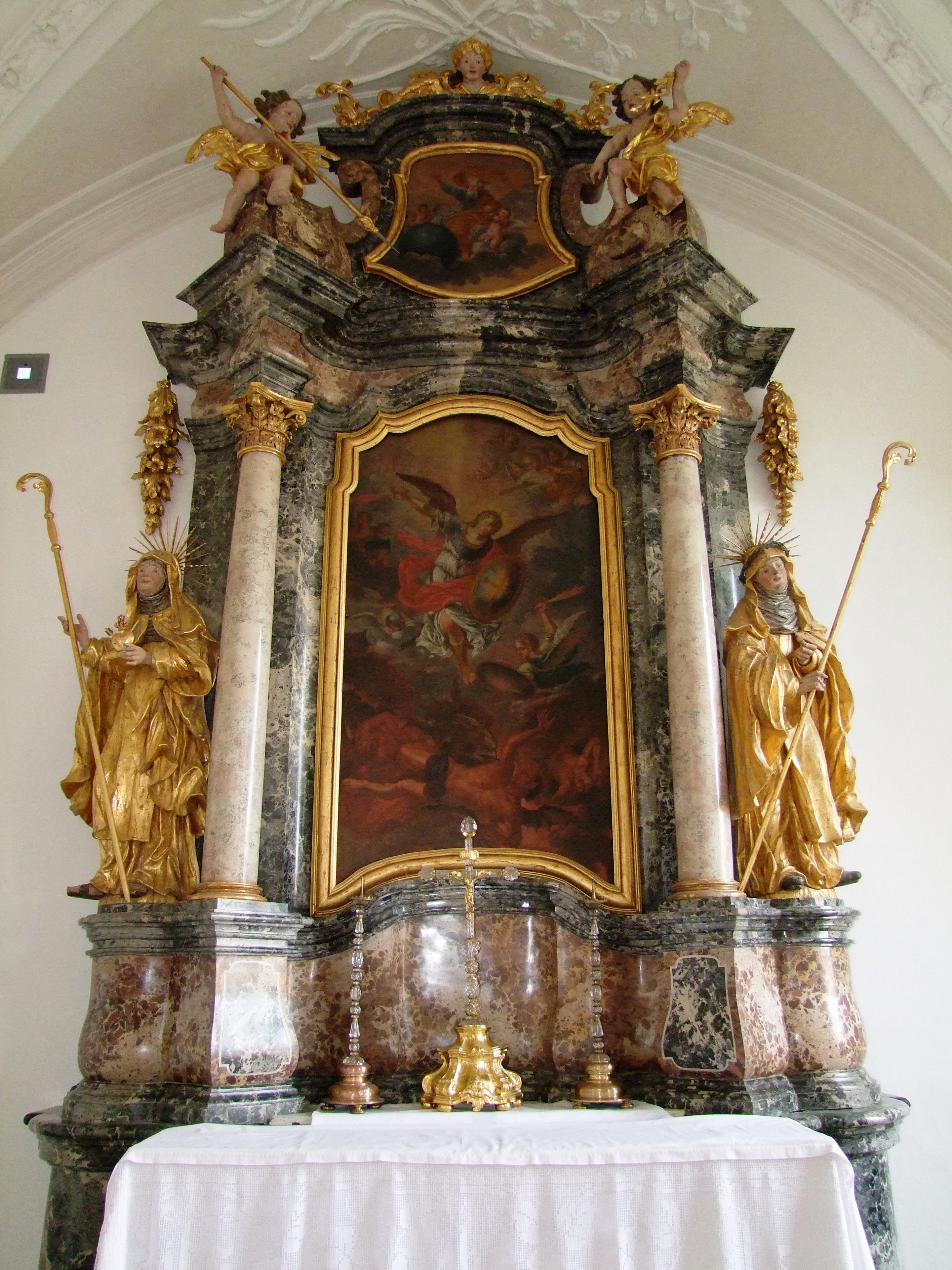
Sainte Melchtide et sainte Gertrude : exaltation baroque de deux figures médiévales

### Œuvres de Mechtilde de Hackeborn

#### Traductions en français (classement chronologique décroissant)
- La miséricorde infinie révélée à S. Mechtilde, Maredret, 1951.
- Le Livre de la grâce spéciale. Révélations de sainte Mechtilde, vierge de l'ordre de Saint-Benoît, traduites sur l'édition latine des Pères bénédictins de Solesmes, Tours, Mame / Issy-les-Moulineaux, Impr. Saint-Paul, 1948, 420 p.
- Le livre de la grâce spéciale, révélations de sainte Mechtilde, Tours et Paris, Mame, 1921.
- Le Livre de la grâce spéciale, révélations de sainte Mechtilde, vierge de l'ordre de Saint-Benoît, traduites par les Pères bénédictins de Solesmes, Paris : H. Oudin frères, 1878, 512 p[7].
- Les Révélations de sainte Mechtilde, ou le Livre de la grâce spirituelle, traduit de l'allemand par le traducteur des Oeuvres de Catherine Emmerich, Bibliothèque Ascétique et mystique, Paris, Lethielleux, 1863, 524 p[8].

#### Ouvrages en latin, ouvrage propre ou en collaboration avecGertrude de Helfta(classement chronologique décroissant)
- Revelationes Gertrudianae ac Mechtildianae, opus ad codicum fidem nunc primum integre editum, Solesmensium O. S. B. monachorum cura et opera, Pictavii / et Parisiis : apud H. Oudin fratres, 1875-1877, 2 volumes[9].
- Preces Gertrudianae, sive Vera et sincere medulla precum potissimum ab ipso Christo revelatarum B. B. Gertrudi et Mechtildi,... juxta exemplar Coloniae editum apud Wilhelmum Frissem, anno MDLXXIII, Parisiis, P. Lethielleux / Tournai, H. Casterman, 1859, 254 p[10].
- Saint Nicodème et Sainte Mechtilde de Hackeborn, Opera nuper in lucem prodeuntia. Liber gratie spiritualis visionum et revelationum Beate Methildis... Evangelium Beati Nichodemi de passione Christi... Epistola Lentuli ad Romanos de persona et effigie... Christi... Visio... Ysaie... Visio Sancti Alberti episcopi Agrippinensis... Praeclarum Erithree Sibille vaticinium... - (Au v° du titre :) Antonius de Fantis... Deodate de Ruere de Monte Feltro... s.p. - (Fol. A ii v° :) Incipit prologus in librum qui dicitur... gratie spiritualis Beate Methildis. - (A la fin :) Explicit... vaticinium Erithree Sibille..., Venetiis impressum in officina Jacobi de Leuco, cura et expensis... Jordani civis Coloniae, anno..., 1522[11].
- Liber trium virorum et trium spiritualium virginum. Hermae liber unus. Uguetini liber unus. G. Roberti libri duo. Hildegardis Scivias libri tres. Elisabeth virginis libri sex. Melchtildis virginis libri quinque...,Paris : Robert I Estienne, 1513[12].

#### Œuvres en collaboration avec Gertrude de Hefta (classement alphabéthique)
- L'année liturgique, d'après sainte Gertrude et sainte Mechtilde, textes recueillis et traduits par les Moniales de Dourgne, Bruges / Lille : Desclée de Brouwer / Paris : P. Lethielleux / [Denée] (Belgique) : Abbaye de Maredsous, 1928-1929, 2 volumes.
- Les belles prières de sainte Mechtilde et sainte Gertrude, traduit par D. A. Castelde l'Abbaye de Ligugé, abbaye de Maredsous, coll. « Pax 20 », 1925.
- Les Prières de sainte Gertrude et de sainte Mechtilde, traduction nouvelle, augmentée d'une notice sur la vie de Ste Gertrude et d'un recueil de prières indulgenciées, par le F. Pierre d'Alcantara,... et revue par le R. P. Apollinaire [de Valence], Paris : P. Lethielleux, 1867, 480 p.[13]
- Les trois "Ave" révélés à sainte Mechtilde [Texte imprimé] : pour nous obtenir la présence de la très sainte Vierge à l'heure de notre mort ..., textes des saintes Gertrude la Grande [Gertrude de Hefta] et Mechtilde de Hackeborn, traduit du latin par dom Castel, Montsûrs, éditions Résiac, 1996, 64 p.

### Études diverses

#### Études en français (classement alphabéthique)
- U. Berlière, La dévotion au Sacré-Coeur dans l'Ordre de Saint Benoît, coll. Pax 10, Paris, 1923, p. 27-28.
- J.-M. Besse, Les mystiques bénédictins des origines au XIIIe siècle, coll. Pax 6, Paris, 1922, p. 254-275.
- "Mechtilde de Hackeborn", In : Dix mille saints. Dictionnaire hagiographique, Brepols, 1991, p. 354.
- J. Ferraige, Les oeuvres excellentes et la vie admirable de saincte Mechtilde.., Paris, 1623.
- A. Hamon, Histoire de la dévotion au Sacré-Coeur, t. 2, Paris, 1935, p. 127-129
- C. Hontoir, La dévotion au Saint-Sacrement chez les premiers cisterciens (XIIe – XIIIe siècles), In : Studia eucharistica, Anvers, 1946, p. 132-156.
- Paulette Leblanc, Sainte Mechtilde. Mystique allemande du XIIIe siècle, Juin 2007, 63 p. (consultable en ligne, consulté le 24.02.2018 : https://www.radio-silence.org/Sons/2012/LSM/pdf/Sainte-Mechtilde.pdf).
- Margot Schmidt, « Mechtilde de Hackeborn », dans Dictionnaire de spiritualité ascétique et mystique, vol. X, Paris, Beauchesne, 1980, p. 873-877.
- Joseph Stierli, Le Coeur du Sauveur, études sur la dévotion au Sacré-Coeur publiées par Joseph Stierli,... avec la collaboration de Richard Gutzwiller, Hugo Rahner et Karl Rahner, traduit par l'abbé Ch. [Charles] Munier, Mulhouse, Éditions Salvator, 1956, 258 p
- C. Vaggagini, La dévotion au Sacré-Coeur chez Ste Mechtilde et Ste Gertrude, dans Cor Jesu, t. 2, Rome, 1959, p. 31-48.
- A. Vermeersch, Pratique et doctrine de la dévotion au Sacré-Coeur, 2 vol., 6e éd., Paris, 192

#### Études dans d'autres langues (classement alphabétique)
- H. Grössler, Die Blütezeit des Klosters Helfta, Eisleben, 1887.
- José Adriano Moreira de Freitas Carvalho, Gertrudes de Helfta e Espanha. Contribuição para estudo da história da espiritualidade peninsular nos séculos XVI e XVII, [Lisboa] : INIC / Porto : Centro de literatura do Universidade do Porto, 1981, 496 p.
- G. Dolan, Devotion to the Sacred Heart in Medieval England, dans Dublin Review, t. 120, 1897, p. 373-385
- Mary Jeremy Finnegan, The women of Helfta. Scholars and mystics, Athens : University of Georgia press, 1991, 171 p.
- A. Gomez, S. Gertrudis la magna y santa Matilde de Hackeborn en nuestros antiguos historiadores españoles, In : Collectanea ordinis cisterciensium reformatorum, t. 11, 1949, p. 227-239.
- A. R. McGratty, The Sacred Heart Yesterday and Today, New York, 1951.
- C. Richstätter, Christusfrömmigkeit in ihrer historischen Entfaltung, Cologne, 1949, p. 414, 430, 459.
- C. Richstätter, Das Herz des Welterlösers, Fribourg-en-Brisgau, 1932.
- C. Richstätter, Deutsche Herz-Jesu Gebete aus mhd. und mnd. Handschriften des 14. und 15. Jahrhunderts, 5e éd., Munich, 1930.
- C. Richstätter, Die Herz-Jesu-Verehrung des deutschen Mittelalters, Paderborn, 1919.
- Sabine B. Spitzlei, Erfahrungsraum Herz. Zur Mystik des Zisterzienserinnenklosters Helfta im 13. Jahrhundert, Collection : Mystik in Geschichte und Gegenwart 1 Christliche Mystik 9, Stuttgart-Bad Cannstatt : Frommann-Holzboog, 1991, 201 p.
- Joseph Stierli, éd., Cor Salvatoris. Wege zur Herz-Jesu Verehrung, Fribourg-en-Brisgau, 1954.
- Ph. Strauch, Mechtild von Hackeborn, 877 dans Zeitschrift für deutsches Altertum, t. 27, 1883, p. 376-381.
- A. Tessarolo, Il culto del Sacro Cuore, Turin-Bologne, 1957, p. 38-41.
- The Love of the Sacred Heart, illustrated by St. Mechtild, Londres, 1922.
- A. Walz, De veneratione divini Cordis Iesu in ordine Praedicatorum, Rome, 1937, p. 19-22.
- M. Widder, Geistliches Leben. Einige Lehrpunkte fürs geistliche Leben im Anschluss an das Leben und die Offenbarungen der hl. M., Einsiedeln, 1909.